# Route nationale 21 (Estonie)
Pour les articles homonymes, voir Route nationale 21.
La route nationale 21 (Tugimaantee 21) est une route nationale estonienne reliant Rakvere à Võtikvere. Elle mesure 69,6 km.

## Tracé
- Comté de Viru-Ouest
  - Rakvere
  - Piira
  - Vinni
  - Pajusti
  - Viru-Jaagupi
  - Küti
  - Roela
  - Muuga
  - Paasvere
  - Venevere
- Comté de Viru-Est
  - Kõveriku
  - Adraku
  - Ulvi
- Comté de Jõgeva
  - Võtikvere